# Frappe aérienne du convoi de Zaporijjia
Pour les articles homonymes, voir Zaporijjia (homonymie).
La frappe aérienne du convoi de Zaporijjia est survenue le 30 septembre 2022 lorsque les forces armées russes auraient lancé plusieurs missiles S-300 sur un convoi civil à Zaporijjia, en Ukraine, tuant 32 personnes et en blessant 88 autres,.

## Réactions
Le vice-président de la Commission européenne, Josep Borrell, a condamné l'attaque, tweetant : « Une autre attaque odieuse de la Russie contre des civils : cette fois un convoi humanitaire apportant une aide vitale aux personnes vivant dans les zones non contrôlées par le gouvernement de Zaporijjia. »